# 大阪教育大学附属天王寺中学校
大阪教育大学附属天王寺中学校（おおさかきょういくだいがくふぞくてんのうじちゅうがっこう 英: Tennoji Junior High School Attached to Osaka Kyoiku University）は、大阪府大阪市天王寺区に所在する国立中学校。略称は附中、附天中、天附。

## 概要
学校教育法に基づく普通教育を行うとともに、大阪教育大学の附属学校として教育に関する実践的な研究や、大阪教育大学の学生の教育実習受け入れなどを行う。
同じ校地内に大阪教育大学附属高等学校天王寺校舎が所在するが、併設型の中高一貫教育校ではなく、附属高等学校天王寺校舎においては、附属天王寺中学校の生徒について入学者の選抜（連絡進学生徒選考）は実施される。但し、附属池田中学校や附属平野中学校とは違い、第3学年の希望者のほぼ全員、約9割が連絡進学する。この「天王寺型」中高連絡進学（実質上の内部進学）に基づく6年一貫教育の研究と実践を継続するのが、特徴の一つでもある。
各教科や特別活動などを通じて、さまざまな学習活動や活動に参加・活躍する機会を展開している。基礎的な学びだけでなく、発表・体験・グループなどによる学習を伴う活動が多く設けられている。
通常の学校でいうところの「校則」を本校では「規律規定」と呼び、生徒が定めることで、生徒会と自分たちで守っていくことが取り組みとして行われている。
2008年に ビオトープ「天王寺学びのもり」と「道草館」が校内に建設され（2006年の附高創立50周年、附中創立60周年記念事業）、地域の防災だけでなく屋外での読書のあり方というユニークな取り組みが行われている。
出願要件は、学校側が指定する地域に保護者とともに居住し、なおかつ通学時間が60分以内の者となっている。
同じ校地内には附属高等学校天王寺校舎の他、大阪教育大学天王寺キャンパスおよび放送大学大阪学習センターが所在する。

## 沿革

### 年表
- 1947年 - 大阪第一師範学校男子部附属中学校として開校。
- 1949年 - 大学の学制改革に伴い、大阪学芸大学附属中学校に校名変更。
- 1967年 - 大学の名称変更に伴い、大阪教育大学教育学部附属天王寺中学校に校名変更。
- 2004年 - 独立行政法人化に伴い、大阪教育大学附属天王寺中学校に校名変更。

## 基礎データ

### 所在地
- 大阪府大阪市天王寺区南河堀町4-88

## 通学区域
下記の地域に保護者とともに居住し、通学に要する時間が60分以内の者が出願できる。
- 大阪府内
- 奈良県（奈良市・生駒市・大和郡山市・大和高田市・香芝市・桜井市・ 橿原市・御所市・天理市・葛城市・生駒郡・北葛城郡・磯城郡）
- 兵庫県（尼崎市・西宮市・芦屋市・神戶市・伊丹市・宝塚市・川西市）
- 京都府（長岡京市・八幡市・京田辺市・木津川市・相楽郡・乙訓郡）

## 交通
- 大阪環状線 寺田町駅 南口から西へすぐ
- 大阪環状線・大和路線・阪和線、Osaka Metro御堂筋線 天王寺駅 東口から北東へ約800m
- 近鉄南大阪線 大阪阿部野橋駅 庚申口から北東へ約800m

## 関係者

### 出身者

#### 政治
- 上西小百合 - 元衆議院議員、タレント
- 關淳一 - 第17代大阪市長
- 世耕弘成 - 第22-23代経済産業大臣、参議院議員
- 西村眞悟 - 弁護士。元防衛政務次官、元衆議院議員

#### 行政・司法
- 寺田逸郎 - 第18代最高裁判所長官 / 高校は都立日比谷高校入学
- 田中俊恵 - 警察官僚、元警察大学校長

#### 財界・経済
- 岡田公伸 - 毎日放送 (MBS) 制作担当取締役
- 國定浩一 - 大阪学院大学教授。大和銀行（現：りそな銀行）元専務取締役、りそな総合研究所元会長
- 藤本昌信 - 水間鉄道取締役社長。
- 吉田昌郎 - 東京電力執行役員、元福島第一原子力発電所所長

#### 学術
- 岩井圭司 - 精神科医。兵庫教育大学大学院教授、神戸大学客員教授
- 巽好幸 - 神戸大学高等研究院海共生研究アライアンス長
- 富家孝 - 医師・ジャーナリスト
- 山中伸弥 - ノーベル生理学・医学賞受賞者。京都大学iPS細胞研究所名誉所長

#### 芸能
- 伊央里直加（伊織直加） - 元宝塚歌劇団男役スター
- エハラマサヒロ - お笑いタレント。アイドルグループ吉本坂46
- 宇治原史規 - お笑いタレント・ロザン（漫才コンビ）
- 菅広文 - お笑いタレント・ロザン（漫才コンビ）
- 辰巳琢郎 - 俳優
- 宮崎浩輔 - 日本放送協会 (NHK) アナウンサー
- Mayu Wakisaka（脇阪真由）- シンガーソングライター

#### スポーツ
- 佐藤慶明 - 大阪産業大学人間環境学部スポーツ健康学科准教授。元サッカー選手日本代表

### 教職員
- 森一夫 - 校長（1990年7月 - 1992年7月）。大阪教育大学名誉教授
- 芳賀和夫 - 元教官（理科・生物担当）。元筑波大学教授。折り紙「芳賀定理」発案者